# Eduard Palla
Eduard Palla (* 3. September 1864 in Kremsier; † 7. April 1922 in Graz) war ein österreichischer Botaniker, der für seine Arbeiten über die Riedgrasgewächse (Cyperaceae) bekannt wurde.

## Leben
Eduard Palla absolvierte das Staatsgymnasium in seiner Geburtsstadt und studierte ab 1883 an der Universität Wien bei Anton Kerner von Marilaun, Julius Wiesner, Joseph Böhm, Hans Molisch und Richard Wettstein Naturwissenschaften. 1887 wurde er mit der Dissertation „Beiträge zur Anatomie und Systematik der Cyperaceen“ zum Dr. phil. promoviert. Dabei erarbeitete er nach der von Ludwig Radlkofer begründeten anatomischen Analyse die Pflanzenfamilie der Riedgräser. Anschließend war er als Demonstrator bei Kerner von Marilaun beschäftigt.
Im Herbst 1888 wechselte Palla als Assistent von Gottlieb Haberlandt an das Botanische Institut der Universität Graz. In seiner Habilitationsschrift aus dem Jahr 1891 befasste er sich mit der Pflanzenanatomie: „Beobachtungen über Zellhautbildung an des Zellkernen beraubten Protoplasten“. Bis Februar 1901 machte er, mitunter gemeinsam mit Ernst Haeckel, viele wissenschaftliche Exkursionen, von denen er mehr hielt als von Vorlesungen im Hörsaal. 1901 erhielt Palla den Titel eines außerordentlichen Professors.
1901/02 unternahm er eine Studienreise nach Buitenzorg auf Java und untersuchte dort Cyperaceen und tropische Pilze. 1909 wurde er zum außerordentlichen Professor ernannt, 1913 erfolgt die Ernennung zum ordentlichen Professor für Botanik der Grazer Universität.

## Werk
Seine erste große Arbeit, mit der er auch außerhalb des wissenschaftlich-akademischen Bereichs bekannt wurde, war der „Atlas der Alpenflora“. Palla bekam den Auftrag zur Neuauflage des vom Deutschen und Oesterreichischen Alpenverein herausgegebenen Werkes, mit dem er die Alpenregion systematisch botanisch erschloss, durch Vermittlung des Geologen Eduard Richter. Das fünfbändige Werke erschien 1897 bei Lindauer in München, die Farbtafeln nach Naturaufnahmen und Originalen stammten von Anton Hartinger.
Im Jahr 1897 publizierte er insbesondere über die Flora der Steiermark und zu den Karpaten und vergrößerte mit seinen Herbarbelegen das Herbarium der Grazer Universität beträchtlich. Er studierte Tallophyten, darunter Pilze, Algen und Lebermoose, und kultivierte sie zu Studienzwecken. Er beschäftigte sich mit dem Zellbau und Wachstum von Kryptogamen, nämlich Algen, Pilzen und Lebermoosen. Dabei beschrieb er erstmals den Pilz Pilobolus heterosporus und überarbeitete 1900 die Arten der Gattung. Im Rahmen weiterer Arbeiten stellte er fest, dass kernlose Teile von Thallophyten-Zellen des sich im Jugendalter befindlichen Protoplasmas verschiedene „morphologische Wertigkeit“ habe. Dies ist der Grund, warum sie u. a. eine Zellwand absondern können.
Vor allem aber beschäftigte sich Palla mit der Systematik der Cyperaceae und veröffentlichte dazu mehrere Untersuchungen: 1888 über die Gattungen Caustis, 1896 über Eriophorum und 1897 über Trichophorum. Im Jahr 1888 nahm er eine neue Abgrenzung der Gattung Scirpus vor und erstellte zwei Jahre später eine neue Gliederung der Scirpus-Arten Mitteleuropas.
Pallas Hauptwerk ist die Bearbeitung der Cyperaceen in Wilhelm Daniel Joseph Kochs „Synopsis der Deutschen und Schweizer Flora“, die auf eigenen Untersuchungen beruhte und mit denen er drei neue Gattungen erstellte: Bolboschoenus maritimus, Duval-jouvea und Acorellus.
Daneben gestaltete er auch die Exsikaten-Sammlung von Johann Andreas Kneucker mit. In seiner letzten Studie beschäftigte er sich mit Riedgräsern des Kaukasus. Dabei beschrieb er mehrere neue Arten und Gattungen.